# 沈友
沈 友（しん ゆう、176年 - 204年）は、中国後漢末期の人物。字は子正。揚州呉郡の出身。
呉書孫権伝に記述がある人物であるが、本文ではなくその注である『呉録』にのみ記述がある。

## 生涯
幼少より才能があった人物で、186年に華歆と会った際、その才能を賞賛された。文武両道の人物に成長した。
孫権が会稽太守となると、沈友は孫権に仕えて優遇され、孫権に荊州の併呑を提案し、孫権はこの意見を採用した。しかし、沈友は主君や同僚に対しても変わらず厳しい態度で臨む性格だったため、同僚から讒言を受けてしまった。それでもなお孫権に対する挑発的な態度を変更しなかったため、孫権に主君の命令を聞かない人物と判断され処刑された。